# Ненишори (Јаломица)
Ненишори (рум. Nenișori) насеље је у Румунији у округу Јаломица у општини Армашешти. Oпштина се налази на надморској висини од 59 m.

## Становништво
Према подацима из 2002. године у насељу је живело 217 становника, од којих су сви румунске националности.